# 马传先
马传先（1966年4月—），山东临邑人，中华人民共和国政治人物、第十二届、第十三届全国人民代表大会山东地区代表。
毕业于山东农业大学蔬菜专业。加入中国致公党。2013年，担任全国人大代表。现任山东省德州市政协副主席，市科协主席，致公党德州市委主委。